# 2004年8月

## 8月31日
- 印度已开始部署短程烈火-1型导弹和中程地对地烈火-2型导弹。 新华网（页面存档备份，存于）
- 莫斯科地铁发生自杀式爆炸事件，造成10人死亡，50多人受伤，事件据信是由车臣武装分子发动。

## 8月30日
- 国际原子能机构宣布利比亚将免受特别调查。新华网（页面存档备份，存于）
- 美国共和党全国代表大会通过了该党纲领，支持乔治·沃克·布什对恐怖主义进行“先发制人”的打击，并说没有一个国际组织能够替代美国的领导地位。党纲还指责朝鲜和伊朗，毫无保留地支持以色列。新华网（页面存档备份，存于）
- 伊拉克什叶派穆斯林反美派别领导人萨德尔下令其支持者在伊全境内与驻伊美军和伊拉克部队停火。新华网（页面存档备份，存于）

## 8月29日
- 中国、美国、俄罗斯等国多位生物学专家云集青海，共同携手拯救目前世界上最稀有的羚羊——普氏原羚。央视国际（页面存档备份，存于）
- 俄罗斯车臣共和国总统选举投票工作结束，阿卢·阿尔哈诺夫已确保当选。中国新闻网
- 2004年夏季奥林匹克运动会在雅典闭幕。
- 数万名示威者在共和黨全國代表大會召开前夕在纽约举行游行，反对总统乔治·沃克·布什的各项政策。

## 8月28日
- 西班牙足球甲级联赛揭幕。
- 孟关良／杨文军在奥运会男子500米划艇决赛中，以1分40秒278的成绩夺冠，这是中国皮划艇项目的第一枚奥运金牌，也是中国水上项目在历届奥运会上所获得的第一枚金牌。

## 8月27日
- 刘翔在男子110米栏项目中以十二秒九一的成绩夺得金牌，打破了奥运会记录，平了世界纪录，为中国夺得了第一块男子田径奥运会金牌。
- 在奥运会田径女子10000米比赛中，中国选手以邢慧娜从三名埃塞俄比亚强手中突出重围，凭借有力的冲刺以30分24秒36获得冠军，为中国田径又添一枚闪亮的金牌。埃塞俄比亚选手迪巴巴和图鲁分别以30分24秒98和30分26秒42获得银牌和铜牌。
- 北京修筑鸟巢时强拆明朝娘娘庙遇怪事，造成2死70伤，后来被迫重新选址。

## 8月26日
- 台灣跆拳道女將陳詩欣於雅典奧運跆拳道女子第一量級（49公斤級）為中華民國（台灣）奪下奧運參賽史上首面金牌。朱木炎在稍後的男子58公斤級項目決賽中，以5:1擊敗墨西哥選手，接續奪得第二面金牌。

## 8月25日
- 日本与印度达成一致将为进入自由贸易协定谈判开展对话。中新网（页面存档备份，存于）
- 中国地质学家张宏仁当选新一届国际地质科学联合会主席。新华网（页面存档备份，存于）
- 北京广播学院更名为中国传媒大学，并拟于9月7日学校50周年校庆时正式挂牌。京华时报（页面存档备份，存于）
- 台湾遭逢西北台中度台风艾利侵袭，于臺北縣市各地传出严重灾情，新莊，三重等地严重淹水，淡水更出现海水倒灌。为2001年纳莉风灾之后，台湾北部最严重的台风。联合新闻网（页面存档备份，存于）
- 2004雅典奥运：中国选手彭勃获得男子跳水三米板比赛的金牌。新华网（页面存档备份，存于）

## 8月24日
- 两架从莫斯科起飞的俄罗斯客机在俄南部地区相继坠毁，可能总共造成90人遇难。新华网（页面存档备份，存于）
- 法国陆军老兵举行解放巴黎60周年纪念活动。央视国际（页面存档备份，存于）
- 台灣遭受中度颱風艾利侵襲。中度颱風艾利受到不遠處另一個強烈颱風艾巴的影響，形成特殊的雙颱效應。聯合新聞網（页面存档备份，存于）
- 《印度快报》：印度古吉拉特邦南部大约有51人在过去的75天时间里被怀疑死于细螺旋体病。新华网（页面存档备份，存于）
- 尼泊尔证实有十二名尼泊尔人在伊拉克遭到绑架。中新网（页面存档备份，存于）
- 第一军医大学移交广东，更名为南方医科大学。广州日报（页面存档备份，存于）
- 2004雅典奥运：中国选手王旭获得女子摔跤72公斤级比赛的金牌。新华网（页面存档备份，存于）

## 8月23日
- 意大利专家在中部城市佛罗伦萨举行的第32届国际地质大会上表示，根据目前对比萨斜塔的全面检查，这座世界著名斜塔的“健康状况良好”，至少可维持300年不倒。新华社[]
- 美国加利福尼亚州洛杉矶县公共卫生局官员证实，肆虐美国西部的西尼罗病毒上周又造成洛杉矶县一名居民死亡，使今夏该县死于这种蚊子传播疾病的人数达到4人。新华网（页面存档备份，存于）
- 巴林遭遇了全国范围的大停电。羊城晚报（页面存档备份，存于）
- 罗马尼亚纪念反法西斯60周年。新华网（页面存档备份，存于）
- 863计划管理方式将实现重大转变，863计划将对非保密类的立项课题采取网上公告方式，公开课题承担单位、课题负责人以及课题经费等相关信息；着手建设并完善863计划管理信息系统。光明日报（页面存档备份，存于）
- 中国与朝鲜关系出现突变。朝鲜政府日前突然停止接待中国游客，并拒绝参加下一轮朝鲜核危机问题六方会谈。联合早报（页面存档备份，存于）
- 菲律宾总统阿罗约发表声明宣布，该国已经进入财政危机状态，呼吁全国人民团结起来勇敢地面对这一问题。新华社
- 中国科学院主办的第19届国际动物学大会在北京召开，来自40多个国家和地区近700名动物学家出席了为期５天的大会。新华社
- 韩国与美国开始举行第30次代号为“乙支焦点透镜”的联合军事演习，以检验韩美军队应对朝鲜半岛发生突发事件的能力。新华网（页面存档备份，存于）
- 正在意大利埃里切召开的地球突发危机国际会议宣布，未来5年内将在西西里岛西部高原设立一架巨型光电望远镜，加强对太空近地物体Neo的监视，防范其可能对地球的撞击。新疆天山网（页面存档备份，存于）
- 2004雅典奥运：中国选手滕海滨获得体操男子鞍马比赛的金牌。新华网（页面存档备份，存于）

## 8月22日
- 2004雅典奥运：中国选手李婷／孙甜甜获得网球女双金牌。新华网（页面存档备份，存于）
- 2004雅典奥运：中国选手贾占波获得男子步枪3X40项目金牌。新华网（页面存档备份，存于）
- 2004雅典奥运：中国选手张怡宁获得乒乓球女单比赛的金牌。新华网（页面存档备份，存于）
- 挪威奥斯陆蒙克博物馆所藏的多幅爱德华·蒙克的名画失窃。

## 8月21日
- 伍国庆就任美国蒙特利公园市市长。新华网
- 15万人西雅图集会要求吸食大麻合法化。中青在线
- 2004雅典奥运：中国选手张洁雯／杨维获得女子双打比赛的金牌。新华网（页面存档备份，存于）
- 2004雅典奥运：中国选手马琳／陈玘获得乒乓球男子双打比赛的金牌。新华网（页面存档备份，存于）
- 2004雅典奥运：中国选手唐功红获得女子举重75公斤以上级金牌，并打破该项目挺举和总成绩两项世界纪录。新华网（页面存档备份，存于）
- 孟加拉国反对党在首都达卡举行的游行集会中发生连串炸弹爆炸事件，造成13人死亡。

## 8月20日
- 2004雅典奥运：中国选手刘春红以275公斤的总成绩获得举重女子69公斤级比赛的金牌，并打破了这个项目抓举、挺举和总成绩三项世界纪录。新华网（页面存档备份，存于）
- 2004雅典奥运：中国选手张军／高崚获得羽毛球混双比赛的金牌，并成为奥运史上第一对实现混双卫冕的冠军组合。新华网（页面存档备份，存于）
- 2004雅典奥运：中国选手张宁获得羽毛球女子单打比赛的金牌。新华网（页面存档备份，存于）
- 2004雅典奥运：中国选手王楠／张怡宁获得乒乓球女子双打比赛的金牌。新华网（页面存档备份，存于）

## 8月19日
- 2004雅典奥运：中国选手张国政获得举重男子69公斤级比赛的金牌。新华网（页面存档备份，存于）
- 四川宜宾两名上网者因浏览浙江的一个色情网站并在该网站留言，被宜宾警方逮捕。新华网（页面存档备份，存于）
- 成都幼女李思怡被饿死案一审审结，两名民警以玩忽职守罪分别判处有期徒刑3年和2年。新华网（页面存档备份，存于）

## 8月18日
- 俄罗斯认为没有必要召开南奥塞梯问题国际会议。人民网（页面存档备份，存于）
- 英國野生研究員在菲律賓北面的加拉鄢島發現一種新品種的雀鳥。這種雀鳥是黑水雞的近親。

## 8月17日
- 欧洲南天文台公布的最新观测结果显示，银河系的诞生只比宇宙稍晚，其年龄大概为136亿年。国际在线（页面存档备份，存于）
- 来自美国一家人口研究机构的最新报告显示，到2050年，世界人口将增加50％，达到92亿。印度人口将成为世界人口第一大国。北京晨报（页面存档备份，存于）
- 前影星徐明與應采靈的女兒、台灣著名模特兒徐子婷因為感情問題跳樓身亡。番薯藤：國內要聞
- 马哈迪科学奖由马来西亚前首相马哈迪·莫哈末推介，两年评选一次，旨在表扬全球通过科学与科技解决问题的科学家和机构。
- 2004雅典奥运：中国选手李婷／劳丽诗获得女子10米跳台比赛的金牌。新华网（页面存档备份，存于）
- 2004雅典奥运：中国选手石智勇获得男子举重62公斤级比赛的金牌。新华网（页面存档备份，存于）
- 2004雅典奥运：中国选手罗雪娟获得女子100米蛙泳比赛的金牌，并以1分6秒64的成绩打破该项目的奥运会记录。新华网（页面存档备份，存于）
- 2004雅典奥运：中国选手陈艳青获得女子举重58公斤级比赛的金牌。新华网（页面存档备份，存于）
- 2004雅典奥运：中国选手朱启南获得男子10米气步枪比赛的金牌，并702.7环的成绩打破了世界纪录和奥运会记录。新华网（页面存档备份，存于）

## 8月16日
- 土星太空科学考察船卡西尼号传回的资料显示，又有两颗新的土星卫星被发现，已知土星卫星的数量已经达到33颗。中新网（页面存档备份，存于）
- 伊拉克千人国民政治会议决定派遣一个代表团前往伊中南部城市纳杰夫进行游说，说服什叶派穆斯林反美派别领导人萨德尔及其支持者撤出该市。新华网（页面存档备份，存于）
- 上海市部分地区遭遇龙卷风袭击，许多地方停电。新闻晨报（页面存档备份，存于）

## 8月15日
- 一级方程式赛车的匈牙利站迈克尔·舒马赫再次夺得冠军，法拉利车队提前夺冠。新华网（页面存档备份，存于）
- 英国女作家罗琳女士透露哈利·波特最后结局，小说将以第七部收场。罗琳说，她在小说的最后一部中会让“小巫师”哈里·波特活着。新疆天山网（页面存档备份，存于）
- 5个城市申请承办2012年夏季奥林匹克运动会，分别是：巴黎、纽约、莫斯科、马德里、伦敦。中国中央电视台（页面存档备份，存于）
- 委内瑞拉决定第二次延长全民公决投票时间。新华网（页面存档备份，存于）
- 2004雅典奥运：中国选手冼东妹获得柔道女子52公斤级比赛的金牌。新华网（页面存档备份，存于）
- 2004雅典奥运：中国选手田亮／杨景辉获得男子双人十米跳台比赛的金牌。新华网（页面存档备份，存于）
- 2004雅典奥运：中国选手郭晶晶／吴敏霞获得女子3米板双人比赛的金牌。新华网（页面存档备份，存于）

## 8月14日
- 2004年夏季奥林匹克运动会：中国选手杜丽以总成绩502.0环夺得女子10米气步枪决赛金牌。 新浪体育（页面存档备份，存于）
- 2004年夏季奥林匹克运动会：中国选手王义夫以总成绩690环夺得男子10米汽手枪决赛金牌。新浪体育（页面存档备份，存于）

## 8月13日
- 香港民主党立法会候选人何伟途在东莞嫖娼被抓获。新华网（页面存档备份，存于）
- 查理飓风影响美国佛罗里达州、古巴和牙买加，造成32人死亡，造成的损失可能超过150亿美元。新华网（页面存档备份，存于）
- 欧盟《电子垃圾处理法》正式开始实施。 中国青年报（页面存档备份，存于）
- 2004年夏季奥林匹克运动会在希腊的雅典开幕。
- 中国清代样式雷建筑图档申报2005年世界记忆遗产。中国新闻网（页面存档备份，存于）

## 8月12日
- 厄瓜多尔销毁26万余枚杀伤性地雷。新华社
- 台湾“汉光廿号”地空联合作战进行第一次预演。新华网（页面存档备份，存于） NOWnews.com
- 台风“云娜”已造成浙江29人死亡1500多人伤。新华网（页面存档备份，存于）
- 美国新泽西州州长詹姆斯·麦克格里维公开承认自己是同性恋，并宣布辞去州长职务。
- 美军占领伊拉克：美军向库特市发动空袭打死至少72名伊拉克人。新华网（页面存档备份，存于）
- 在2004年夏季奥林匹克运动会的射箭女子排位赛中，韩国选手朴成贤以682环的成绩，打破了意大利选手维利瓦创造的679环的世界纪录。新华网（页面存档备份，存于）
- 李显龙就职新加坡总理，其父李光耀任内阁资政。新华网（页面存档备份，存于）

## 8月11日
- 韩国政府正式公布中部地区的忠清南道燕歧郡和公州郡交界处为新行政首都地址，其名称待定。凤凰卫视（页面存档备份，存于）
- 伊朗成功试射流星3改进型中程导弹。新华网
- 英国政府向纽卡斯尔大学颁发了世界上第一份克隆人类胚胎的合法执照，批准这所大学进行以医疗为目的的克隆人类胚胎研究。新华网（页面存档备份，存于）
- 2004年夏季奥林匹克运动会的足球项目开始比赛。信息时报（页面存档备份，存于）

## 8月10日
- 云南省昭通市鲁甸县发生里氏5.6级地震。造成3人死亡，594人受伤。新华网（页面存档备份，存于）
- 美国总统布什提名国会议员、共和党人波特·戈斯为中央情报局新一任局长。鲁中国际新闻（页面存档备份，存于）

## 8月9日
- 纯白蓝眼孟加拉虎“阿尔蒂科”诞生西班牙。新华网（页面存档备份，存于）
- 日本福井縣美濱區的核能電廠三號反應爐發生無輻射性蒸氣外洩意外，造成四死七重傷。聯合新聞網

## 8月8日
- 一蓝鲸在乌拉圭的戈里蒂岛搁浅死亡。新华网
- 南非執政的非洲民族議會今天對新國家黨決定加入表示歡迎。它說，此舉對結束種族主義有幫助。新國家黨曾是主張種族隔離政策的主要政黨。聯合新聞網
- 2004年亞洲盃足球賽，中國部份激動球迷因為不滿日本隊勝出，聚集在日本隊入住的酒店門外叫嚷。多位香港記者在採訪時受到阻止，並被驅趕。記者只能以手電報導現場實況。（無綫電視夜間新聞／有線新聞）

## 8月7日
- 在北京举行的亚洲杯比赛决赛中，上半場日本队在22分半由福西崇史接應罰球先拔頭籌射入一球，八分鐘後由李明扳平。下半場65分鐘，中田浩二以一球問題球把比數拉開至2:1。到補時階段，91分鐘日本队玉田圭司再入一球，以3:1勝出，成功卫冕冠軍。（Star Sports／明珠台 直播）
- 明報：球迷擲水樽洩憤
- 明報：球迷燒日本旗

## 8月5日
- 美国国家天气局下属的气象预报中心报告说，7月份太平洋中部靠近赤道的海域平均水温比正常值升高了近0.7摄氏度，这可能预示着新一轮厄尔尼诺现象的开始。新华网（页面存档备份，存于）
- 南非爆发禽流感，大批鸵鸟死亡，总数超1500只。河南报业网
- 印度和巴基斯坦就锡亚琴冰川的非军事化问题开始会晤。新华网（页面存档备份，存于）
- 俄罗斯新西伯利亚州大规模暴发浆液性脑膜炎。中国西部网
- 2008年夏季奥林匹克运动会吉祥物和2008年残疾人奥林匹克运动会吉祥物设计征集开始。新华网（页面存档备份，存于）
- 斐济高等法院判处副总统塞尼洛里叛国罪名成立，他被指控宣誓加入2000年政变后的反叛政府。央视国际（页面存档备份，存于）
- 俄罗斯在哈萨克斯坦的拜科努尔发射场为西班牙发射了一颗亚马孙通信卫星。发射所用火箭为质子-M运载火箭。新华网（页面存档备份，存于）

## 8月4日
- 江西靖安发现罕见野生红豆杉群，据测算，这片野生红豆杉群面积达2000余亩，总数量在10万株以上。新华网（页面存档备份，存于）
- 俄罗斯明年将恢复因去年美国哥伦比亚号航天飞机事故而暂停的国际空间站建设工作。新华网（页面存档备份，存于）
- 密蘇里州通過州立憲法修正案禁止了同性婚姻。這次修正案有72%公民投票。路易斯安那州將在9月18日就這個議題進行投票，接著阿肯色州、喬治亞洲、肯塔基州、密西西比州、蒙大拿州、俄克拉何馬州、俄勒岡州和猶他州等州將會在11月2日進行投票。（CBS）（页面存档备份，存于）同時，在華盛頓州，州立法院判決最近生效的禁止同性婚姻的禁令違反了州憲法。（Seattle Post-Intelligencer）（页面存档备份，存于）

## 8月3日
- 由于伦敦市的下水道难以承受突降的暴雨，数十万吨污水流入泰晤士河，英国环保署紧急治污。新华报业网
- 南京启动秦淮河环境整治工程。新华日报（页面存档备份，存于）
- 西气东输管道工程全面完工。嘉兴日报
- 搜狐推出第三代互动式搜索引擎“搜狗”新华网（页面存档备份，存于）
- 为打击盗版行为，微软将会推出廉價版Windows。這廉價版Windows专门提供给发展中国家，特別是盜版率高達92％的中国大陆使用。新加坡CMPNet Asia（页面存档备份，存于）
- 美国信使号水星探测器发射升空。新华网（页面存档备份，存于）
- LinuxWorld在旧金山开幕。ZDNet China
- 2004年亚洲杯足球赛进行半决赛。中国队在加时赛后平伊朗1:1，嗣后以点球4-3的战绩险胜伊朗队，进军决赛。在另外一场比赛中，日本队在加时赛入球，以4:3的比分战胜巴林队，进军决赛。亚洲杯官方网站
- 美国纽约自由女神像在911事件后首次向公众重新开放。
- 第五屆亞太口琴節於香港文化中心舉行。

## 8月2日
- 新的广州白云国际机场落成。信息时报（页面存档备份，存于）

## 8月1日
- 中国第一次全国经济普查（全国经济普查）从北京启动北京娱乐信报
- 巴拉圭首都亚松森的一家超级市场发生大火，造成超过400人死亡。